# HC S.O.S. Žízeň Chotěšov
HC S.O.S. Žízeň Chotěšov (celým názvem: Hockey Club S.O.S. Žízeň Chotěšov) je český klub ledního hokeje, který sídlí v obci Chotěšov v Plzeňském kraji. Založen byl v roce 2007. Od sezóny 2016/17 působí v Plzeňské krajské soutěži – sk. B, šesté české nejvyšší soutěži ledního hokeje. Klubové barvy jsou modrá a černá.
Své domácí zápasy odehrává v Plzni na zimním stadionu Košutka s kapacitou 255 diváků.

## Přehled ligové účasti
Stručný přehled
Zdroj:
- 2010–2014: Plzeňská krajská soutěž – sk. B (6. ligová úroveň v České republice)
- 2014–2016: Plzeňská krajská soutěž – sk. C (7. ligová úroveň v České republice)
- 2016– : Plzeňská krajská soutěž – sk. B (6. ligová úroveň v České republice)

Jednotlivé ročníky
Zdroj:
Legenda: ZČ - základní část, červené podbarvení - sestup, zelené podbarvení - postup, fialové podbarvení - reorganizace, změna skupiny či soutěže
| Česko (2010 – ) |                                 |           |           |                                       |          |
| Sezóny          | Soutěž                          | Úroveň    | ZČ        | Play-off, nadstavba, sk. o udržení... | Poznámky |
| 2010/11         | Plzeňská krajská soutěž – sk. B | 6. úroveň | 2. místo  |                                       |          |
| 2011/12         | Plzeňská krajská soutěž – sk. B | 6. úroveň | 8. místo  | Čtvrtfinále                           |          |
| 2012/13         | Plzeňská krajská soutěž – sk. B | 6. úroveň | 9. místo  |                                       |          |
| 2013/14         | Plzeňská krajská soutěž – sk. B | 6. úroveň | 11. místo |                                       | Sestup   |
| 2014/15         | Plzeňská krajská soutěž – sk. C | 7. úroveň | 2. místo  | Finále                                |          |
| 2015/16         | Plzeňská krajská soutěž – sk. C | 7. úroveň | 1. místo  | Finálová skupina (2. místo)           | Postup   |
| 2016/17         | Plzeňská krajská soutěž – sk. B | 6. úroveň | 4. místo  |                                       |          |
| 2017/18         | Plzeňská krajská soutěž – sk. B | 6. úroveň | 3. místo  |                                       |          |
| 2018/19         | Plzeňská krajská soutěž – sk. B | 6. úroveň |           |                                       |          |